# Gewurztraminer d'Alsace
Ne doit pas être confondu avec un alsace grand cru gewurztraminer.
Le gewurztraminer d'Alsace, ou alsace gewurztraminer, est un vin blanc français produit dans le vignoble d'Alsace à partir du cépage gewurztraminer Rs. Il s'agit d'une dénomination de cépage au sein de l'appellation alsace.
Parmi les vins d'Alsace, c'est le vin blanc le plus aromatique ; il est donc classé parmi ceux produits à partir des « cépages nobles » alsaciens, avec le riesling, le pinot gris et le muscat.

## Histoire
Le cépage gewurztraminer Rs est un membre de la famille des traminers, avec le savagnin rose Rs (appelé Traminer en Allemagne et klevener de Heiligenstein en Alsace) et le savagnin B (utilisé dans le vignoble du Jura), cultivés en Alsace depuis le Moyen Âge. Le traminer a été remplacé à partir de 1870 par sa forme plus aromatique, le gewurztraminer Rs, connu en Alsace depuis le XVIe siècle ; les dernières mentions de « traminer » en Alsace datent de 1973, sans qu'on sache s'il s'agit du même cépage ou d'une mutation.
L'appellation d'origine « vins d'Alsace » est créée par l'ordonnance du 2 novembre 1945, puis devient appellation d'origine contrôlée par le décret du 3 octobre 1962, avant que ne soient définis des dénominations de cépage en 1971 ainsi que le cahier des charges de la production et de la commercialisation (décrets du 2 janvier 1970 et du 30 juin 1971) achevé par l'obligation de la mise en bouteille (loi du 5 juillet 1972) dans des flûtes (décret du 30 juin 1971).
Le gewurztraminer d'Alsace peut bénéficier des mentions vendanges tardives et sélection de grains nobles, qui sont encadrés par un décret en 1984. La surface du vignoble d'Alsace en gewurztraminer Rs augmente régulièrement, passant de 1 945 hectares en 1969 (soit 20 % du total du vignoble) à 2 928 hectares en 2009 (soit 18 % du total du vignoble). Il s'agit du deuxième cépage alsacien, derrière le riesling B. Le cahier des charges de la dénomination est celui de l'appellation alsace, dernièrement modifié en mai 2025.

### Étymologie
La dénomination porte le nom de la région, dont la signification donne lieu à plusieurs théories. En alsacien, « Alsace » se dit Elsass anciennement écrit Elsaß : 
- 'El- vient de l'alémanique Ell qui signifie l'Ill, la principale rivière alsacienne qui traverse la région du sud au nord.
- Saß vient du verbe sitzen (se trouver, être assis).

Littéralement, Elsass signifierait donc « le lieu où se trouve l'Ill » soit le « Pays de l'Ill ».
Quant au mot « gewurztraminer », la première partie Gewürz signifie en allemand « épice » ou « aromatique », tandis que la seconde partie fait référence au village de Tramin (Termeno en italien) dans la province autonome de Bolzano, l'ensemble se traduisant donc par « traminer aromatique ». Cela s'explique car les cépages viennent du Sud Tyrol Italien, dans la zone du Traminer (Tramino ou Termeno).

## Situation géographique

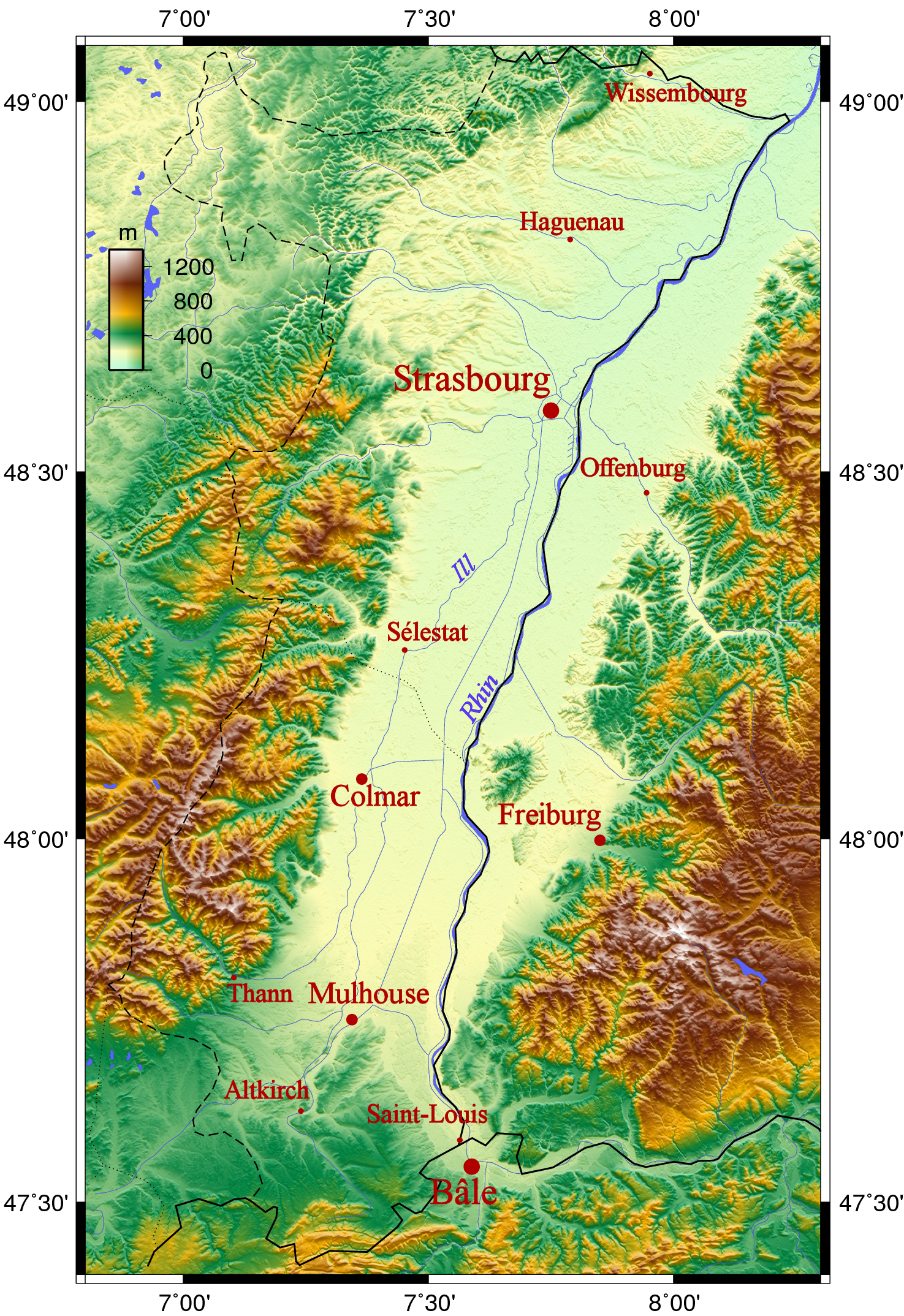
Carte du relief de l'Alsace.

Le gewurztraminer d'Alsace est produit en France, dans la région Alsace, plus précisément sur presque l'ensemble du vignoble d'Alsace, y compris les parcelles classées en alsace grand cru (30 crus sur les 51 autorisent le gewurztraminer, qui peut être déclassé en appellation alsace). Il peut donc être produit de Wissembourg au nord (à la frontière avec l'Allemagne) à Thann au sud, sur 180 kilomètres de façon discontinue.

### Géologie et orographie
Une partie du gewurztraminer est produite sur la plaine d'Alsace mais de nombreuses autres parcelles se trouvent sur les coteaux des collines sous-vosgiennes, y compris parmi ceux de l'appellation alsace grand cru.
La plaine d'Alsace occupe la partie sud du fossé rhénan, né d'un effondrement durant l'Oligocène et le Miocène (-33 à -5 millions d'années).
Elle est composée d'une épaisse couche d'alluvions déposées par le Rhin (limons et graviers), c'est une zone beaucoup plus fertile que les coteaux, avec une importante nappe phréatique à moins de cinq mètres de profondeur.
Généralement, le haut des pentes des collines sous-vosgiennes est constitué de roches anciennes, plutoniques et métamorphiques telles que le granite, le gneiss ou l'ardoise. Les parcelles de vignes y sont très pentues.
Le bas des coteaux est formé de couches de calcaires ou de marne recouvertes par du lœss, où le relief est moins accentué.

### Climatologie
À l'ouest, les Vosges protègent du vent et de la pluie la région de production des vins d'Alsace. Les vents d'ouest dominants perdent leur humidité sur le versant occidental des Vosges et parviennent sous forme de foehn, secs et chauds, dans la plaine d'Alsace. La quantité moyenne de précipitations est la plus faible de tous les vignobles français.
De ce fait, le climat est bien plus sec (Colmar est la station la plus sèche de France) et un peu plus chaud (avec une température annuelle moyenne plus haute de 1,5 °C) que ce qui serait attendu à cette latitude. Le climat est continental et sec avec des printemps chauds, des étés secs et ensoleillés, de longs automnes et des hivers froids.
La station météo de Strasbourg (150 mètres d'altitude) se trouve à l'extrémité nord de l'aire d'appellation, mais au bord du Rhin. Ses valeurs climatiques de 1961 à 1990 sont :
| Mois                              | jan. | fév. | mars | avril | mai  | juin | jui. | août | sep. | oct. | nov. | déc. | année |
| --------------------------------- | ---- | ---- | ---- | ----- | ---- | ---- | ---- | ---- | ---- | ---- | ---- | ---- | ----- |
| Température minimale moyenne (°C) | −1,7 | −0,9 | 1,6  | 4,6   | 8,6  | 11,7 | 13,4 | 13,1 | 10,3 | 6,5  | 2,1  | −0,7 | 5,7   |
| Température moyenne (°C)          | 0,9  | 2,5  | 6    | 9,6   | 13,8 | 17   | 19,1 | 18,6 | 15,5 | 10,6 | 5,2  | 1,9  | 10,1  |
| Température maximale moyenne (°C) | 3,5  | 5,8  | 10,4 | 14,6  | 19   | 22,2 | 24,7 | 24,2 | 20,8 | 14,7 | 8,2  | 4,5  | 14,4  |
| Ensoleillement (h)                | 42   | 78   | 122  | 161   | 197  | 212  | 240  | 215  | 168  | 101  | 58   | 43   | 1 637 |
| Précipitations (mm)               | 33,1 | 34,3 | 36,6 | 48    | 74,5 | 74,6 | 56,8 | 67,8 | 55,5 | 43   | 46,6 | 39,9 | 610,5 |

La station météo de Colmar (209 mètres d'altitude) se trouve au milieu de l'aire d'appellation, mais en plaine. Ses valeurs climatiques de 1961 à 1990 sont :
| Mois                              | jan. | fév. | mars | avril | mai  | juin | jui. | août | sep. | oct. | nov. | déc. | année |
| --------------------------------- | ---- | ---- | ---- | ----- | ---- | ---- | ---- | ---- | ---- | ---- | ---- | ---- | ----- |
| Température minimale moyenne (°C) | −2,1 | −1,1 | 1,4  | 4,5   | 8,3  | 11,5 | 13,3 | 12,9 | 10,2 | 6,3  | 1,8  | −1   | 5,5   |
| Température moyenne (°C)          | 0,9  | 2,6  | 6,1  | 9,7   | 13,8 | 17,1 | 19,3 | 18,8 | 15,8 | 10,9 | 5,3  | 1,9  | 10,2  |
| Température maximale moyenne (°C) | 3,8  | 6,3  | 10,8 | 15    | 19,3 | 22,7 | 25,3 | 24,7 | 21,5 | 15,5 | 8,7  | 4,8  | 14,9  |
| Ensoleillement (h)                | 53   | 83   | 128  | 165   | 200  | 223  | 246  | 222  | 176  | 117  | 68   | 52   | 1 724 |
| Précipitations (mm)               | 35,5 | 32,2 | 37,7 | 46,7  | 67   | 67,2 | 59,3 | 63,3 | 46,7 | 37,9 | 47,7 | 40,2 | 581,4 |

La station météo de l'aéroport Bâle-Mulhouse (267 mètres d'altitude) se trouve à l'extrémité sud de l'aire d'appellation, encore une fois en plaine. Ses valeurs climatiques de 1961 à 1990 sont :
| Mois                              | jan. | fév. | mars | avril | mai  | juin | jui. | août | sep. | oct. | nov. | déc. | année |
| --------------------------------- | ---- | ---- | ---- | ----- | ---- | ---- | ---- | ---- | ---- | ---- | ---- | ---- | ----- |
| Température minimale moyenne (°C) | −2,2 | −1,1 | 1,4  | 4,3   | 8,3  | 11,5 | 13,5 | 13,2 | 10,6 | 6,7  | 1,9  | −1,1 | 5,6   |
| Température moyenne (°C)          | 0,8  | 2,5  | 5,9  | 9,4   | 13,5 | 16,9 | 19,2 | 18,7 | 15,7 | 11,1 | 5,3  | 1,8  | 10,1  |
| Température maximale moyenne (°C) | 3,8  | 6,2  | 10,3 | 14,4  | 18,8 | 22,2 | 24,8 | 24,1 | 20,9 | 15,4 | 8,8  | 4,8  | 14,6  |
| Ensoleillement (h)                | 65   | 86   | 124  | 164   | 197  | 218  | 250  | 222  | 175  | 126  | 80   | 61   | 1 768 |
| Précipitations (mm)               | 53,9 | 50,5 | 49,5 | 58,5  | 76,3 | 73,6 | 62,9 | 79,9 | 54,7 | 49,2 | 58,1 | 54,5 | 721,7 |

## Vignoble

### Présentation

Carte de l'aire d'appellation et localisation des grands crus.

La dénomination gewurztraminer peut être produite sur l'ensemble des communes du vignoble d'Alsace faisant partie de l'aire de production de l'appellation alsace, soit sur 119 communes.
L'aire produisant le gewurztraminer au sein de l'appellation alsace est de 2 897 hectares en 2009, ce qui équivaut par rapport à l'ensemble de l'appellation à 24 % de sa superficie plantée.

### Encépagement

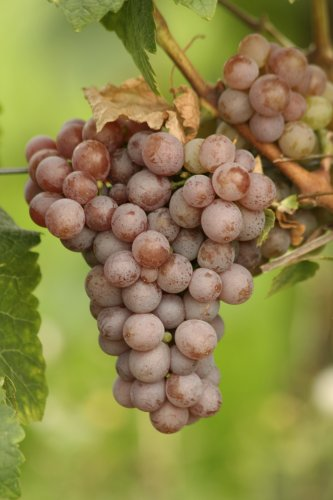
Grappe de gewurztraminer Rs.

Le gewurztraminer Rs, ou Roter Traminer « traminer rouge » en allemand, est un cépage rose, aux baies orange ou tirant sur le violet. Ce proche parent du savagnin B et du savagnin rose Rs (appelé en Alsace klevener de Heiligenstein) est plutôt vigoureux, produit de gros rendements et donne de meilleurs résultats sur des sols marneux ou calcaires que sur des sols granitiques ou schisteux.

### Dénomination géographique
Une procédure de demande de modification du cahier des charges de l'appellation alsace est en cours depuis octobre 2010, comprenant notamment la demande de reconnaissance de plusieurs dénominations géographiques, dont une seule d'entre elles concerne spécifiquement le gewurztraminer :
il s'agit de la dénomination « Vallée Noble », pour des blancs issus du gewurztraminer Rs, du pinot gris G et du riesling B, sur les communes de Westhalten et Soultzmatt.

### Rendements
En 2009, les rendements autorisés étaient de 80 hectolitres par hectare, sans plafond limite de classement.
Le rendement réellement pratiqué est de 59 hectolitres par hectare en moyenne en 2009

## Vins
La production de gewurztraminer au sein de l'appellation alsace est de 172 116 hectolitres en 2009, ce qui fait sur un total de 868 334 hectolitres de vin une part de 19 %.

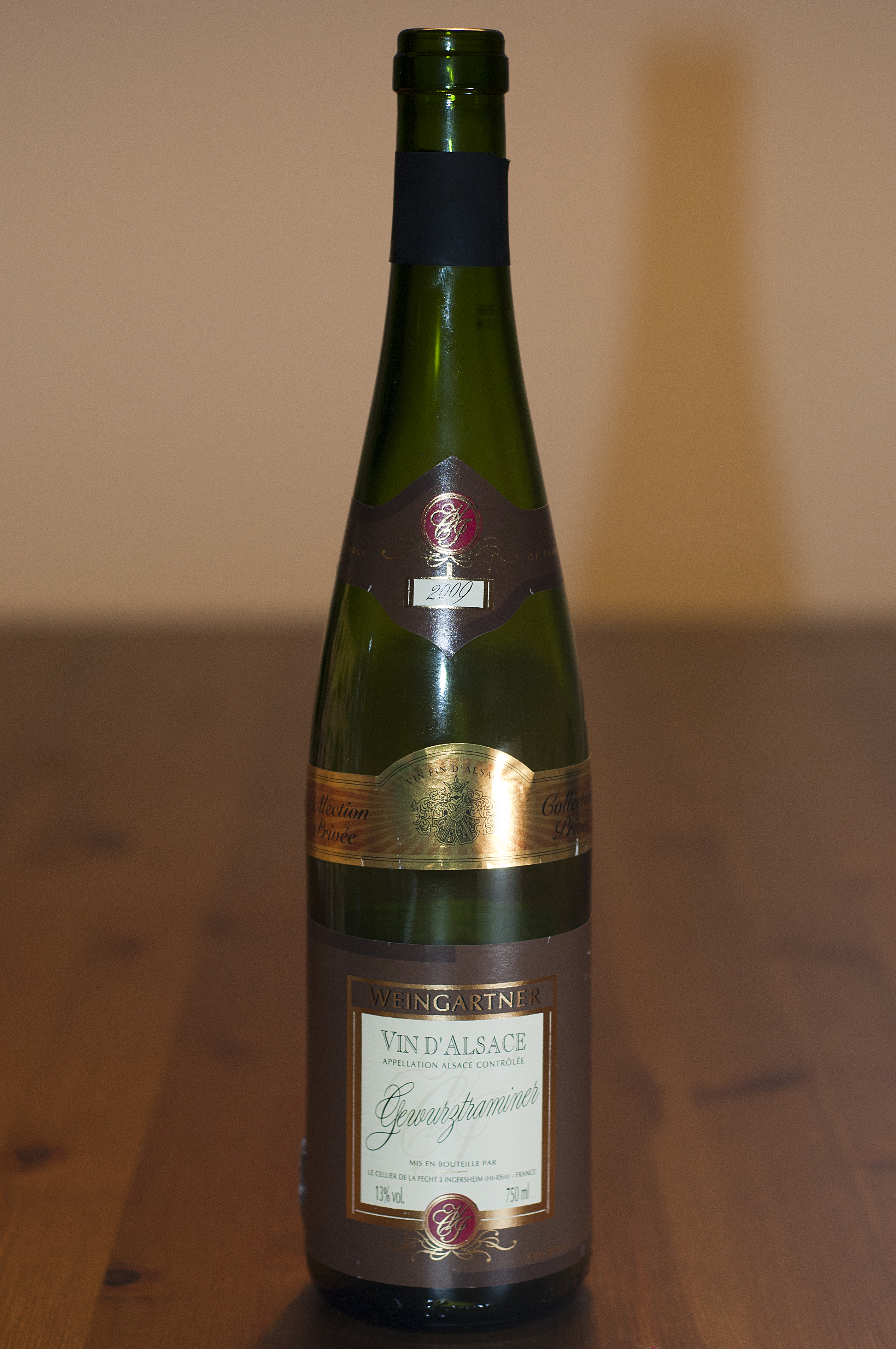
Bouteille de gewurztraminer.

### Vinification et élevage
Le jour de la vendange, à l'arrivée au chai, le raisin est foulé et pressé pour séparer le moût du marc de raisin. Pour ce travail, les pressoirs pneumatiques remplacent progressivement les pressoirs horizontaux à plateau. Puis le moût est mis en cuve pour le débourbage, qui est le soutirage du jus sans les bourbes, soit par filtrage, soit par décantation en attendant qu'elles se déposent au fond de la cuve.
La fermentation alcoolique débute sous l'action de levures indigènes ou de levures sélectionnées introduites lors du levurage : cette opération transforme le sucre du raisin en alcool. La maîtrise de la température de fermentation par un système de réfrigération permet d'exprimer le potentiel aromatique du produit.
La fermentation achevée au bout d'un mois, le vin est soutiré afin d'éliminer les lies. La fermentation malolactique n'est généralement pas réalisée, bloquée par un sulfitage pour conserver son acidité au vin. Ce dernier peut être stocké en cuve pour le préparer à l'embouteillage ou élevé en barrique ou foudres de bois de chêne.
Le vin est soutiré, puis généralement de nouveau filtré avant le conditionnement en bouteilles, dès février ou mars.

### Vendanges tardives et sélection de grains nobles

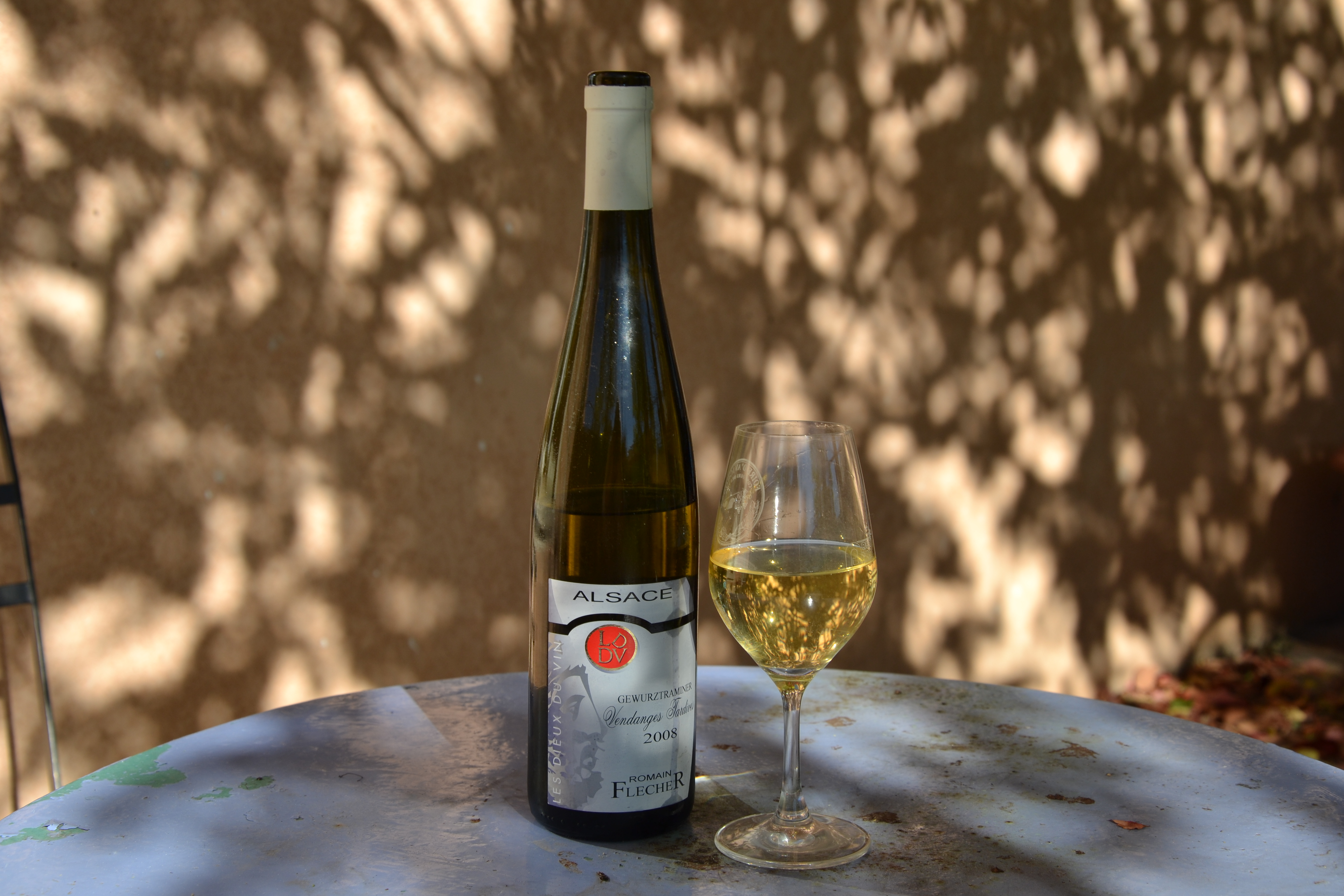
Vendange tardive, millésime 2008.

Les vendanges tardives désignent des vins faits à partir de raisins dont la récolte a été retardée pour les obtenir en surmaturité, d'où des vins riches en sucre et en alcool, aux goûts plus puissants, et souvent moelleux. Selon la législation, le moût doit avoir au moins 243 grammes de sucre par litre dans le cas d'un gewurztraminer (soit 14,4 % vol. d'alcool potentiel) ; aucune chaptalisation n'est permise.
Quant à une sélection de grains nobles, il s'agit d'un vin fait à partir de raisins récoltés par tris sélectifs successifs des grains atteints de pourriture noble (Botrytis cinerea), ce qui donne des vins encore plus concentrés, plus sucrés, liquoreux. Selon la législation, le moût doit avoir au moins 279 grammes de sucre par litre si c'est du gewurztraminer (soit 16,6 % vol. d'alcool potentiel). Là aussi aucune chaptalisation n'est permise,.

### Gastronomie

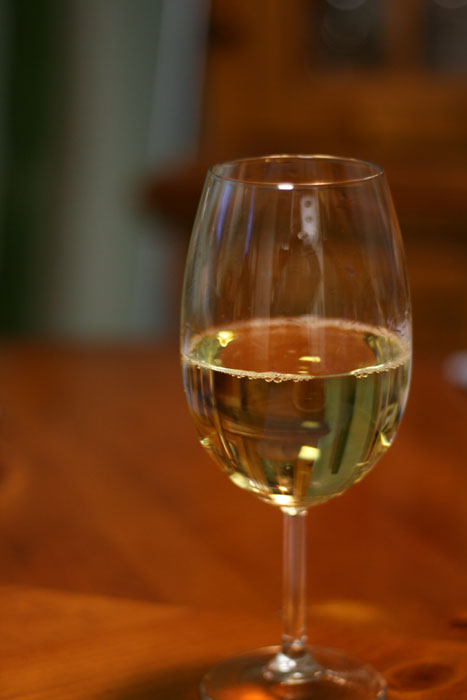
Verre de gewurztraminer d'Alsace.

Le gewurztraminer d'Alsace est un vin blanc à la robe dorée soutenue, avec un nez et une bouche au fruité très marqué (sont généralement évoqués la rose, le litchi et la bergamote) avec des notes épicées (sont parfois évoqués la girofle et le poivre). Les vendanges tardives renforcent la concentration des arômes, les rendant encore plus puissants ; les sélections de grains nobles donnent des vins encore plus sucrés et alcoolisés, mais en remplaçant les arômes de rose et de litchi.
Le critique Robert Parker décrit le gewurztraminer d'Alsace ainsi :

« La première dégustation d'un gewurztraminer provoque immanquablement l'une de ces deux réactions : révulsion ou adoration. Il s'agit d'un cépage intensément parfumé, offrant des arômes de pétales de rose, de noyau de litchi et d'ananas ultramûr. Le mot subtilité est rarement prononcé lorsque l'on parle de ses mérites et, bien que je sois un inconditionnel de ce cépage controversé, j'avoue qu'il est meilleur à l'apéritif, sur un plat de poisson ou de porc goûteux ou avec la cuisine asiatique. Dans les grands restaurants français, le client qui le choisit pour accompagner un foie gras ou un fromage fort et riche comme le munster reçoit toujours l'approbation du serveur ou du sommelier. Ce vin corsé et généralement alcoolique (souvent de 13,5 à 14 % vol.) est capable d'une garde exceptionnelle. Si le seul gewurztraminer que vous avez goûté provenait de Californie, d'Oregon ou d'Allemagne, ce n'en était pas un, quoi qu'en disaient l'étiquette ou le vinificateur. Potentiel de garde : 5 à 15 ans. Cuvée vendanges tardives : 8 à 25 ans. »

En plus de convenir à un apéritif, le gewurztraminer d'Alsace s'accorde classiquement avec une partie de la cuisine alsacienne, son parfum accompagnant bien certains plats relevés (le foie gras, le pâté de foie de volaille, la tarte à l'oignon, le poisson fumé, l'oie rôtie et le munster) et avec les cuisines indienne et chinoise (il est un des seuls vins à se marier avec le gingembre). Les vins de vendanges tardives sont parfois si puissants qu'ils peuvent être très difficiles à marier avec de la nourriture.

## Économie

### Type de bouteilles

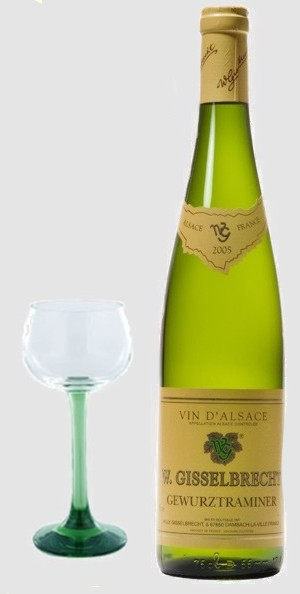
Flûte d'Alsace et verre à vin d'Alsace.

Les vins d'Alsace doivent être mis en bouteille uniquement dans des flûtes, bouteilles du type « vin du Rhin » de 75 centilitres, règlementées par des décrets.